# Dioctria lugens
Dioctria lugens là một loài ruồi trong họ Asilidae. Dioctria lugens được Loew miêu tả năm 1873. Loài này phân bố ở vùng Cổ Bắc giới và châu Á.